# 制限連記制
制限連記制（せいげんれんきせい、英語：limited voting）は、選挙人が選挙区の定数より少ない複数の票を投じる投票制度である。最も多くの票を獲得した候補が当選である。

## 例
ヴォウタヴィル町が、地方議会に3人の代議員を送るとする。選挙での投票用紙は次のようになる。
| ロリー・レッド     | 赤党 |   |
| レイチェル・レッド | 赤党 |   |
| バリー・ブルー     | 青党 | X |
| ベリル・ブルー     | 青党 | X |
| ボリス・ブルー     | 青党 |   |

投票者は2票しか持っておらず、その票はバリー・ブルーとベリル・ブルーに投じられた。3議席目を投票することはできない。各々の票はマークをつけた候補ごとに数えられる。

## 実践と問題
この方式は、少数グループが選出されるのを（単純小選挙区制や完全連記制と違って）可能にするが、立候補者の数によって支持票の効果が変動するので、保証はされない。
例えば、ヴォウタヴィル町の54%の有権者が青党を支持し、46%が赤党を支持したとする。町の中で支持が偏っている地域がないとすると、完全連記制や単純小選挙区制では青党が3議席すべてを獲得し、制限連記制では赤党は通常1議席を獲得する。
しかしこれは、青党が無理をすることによって1議席しか獲得できなくなる可能性があるという事実により、複雑になる。青党は60%近くを得票しているので、3議席すべてを獲得したいという誘惑に駆られるかもしれない。これを実現するには、青党は3人の候補を擁立するしかない。青党よりも弱いことを承知している赤党は、2名の候補しか競わせず、支持票を集中させることを選ぶ。
町内100,000人の有権者がそれぞれ2票を投じたとすると、結果は次のようになる。
| ロリー・レッド     | 赤党 | 46,000票 | 当選 |
| レイチェル・レッド | 赤党 | 46,000票 | 当選 |
| バリー・ブルー     | 青党 | 38,000票 | 当選 |
| ベリル・ブルー     | 青党 | 36,000票 |      |
| ボリス・ブルー     | 青党 | 34,000票 |      |

3名の候補を擁立させたことにより、青党は町内の明らかな多数党であるにもかかわらず、支持票を割ってしまった。
この例から分かるように、制限連記制は比例選挙制度ではない。
逆に、少数代表が達成されるのを失敗させる方法は、最大党が最大の利益を得るために、よく組織をまとめ、支持票の配分に成功する場合である。これが成功した歴史的な例は、1880年に英国のバーミンガム市で行われた3人区の下院議員選挙である。有権者は最高で2票まで投ずることができた。

## 歴史と現在の使用状況
この制度は1867年から1885年の間、イギリス議会のいくつかの選挙区で使用された。
イタリアでも19世紀の終わりまで使用されていた。
制限連記は、民主主義の復帰以来、スペイン本土からスペイン上院議員を選ぶのに使用されている。アメリカ合衆国では、コネチカット州のほとんど、ペンシルベニア州の多く、他の州のいくつかの地方議員の選出に使用されている。
ジブラルタルの選挙では、15議席に対して有権者が8票を投じる過半数連記が行われている。
日本では1946年の第22回衆議院議員総選挙で定数10以下の選挙区では2名連記、定数11以上の選挙区では3名連記という制限連記制が行われた。